# Ilja Wiktorowitsch Simakin
Ilja Wiktorowitsch Simakin (russisch Илья Викторович Симакин, englisch Ilia Viktorovitch Simakin; * 27. Oktober 2003 in Kasan) ist ein russischer Tennisspieler.

## Karriere
Simakin spielte zwischen 2018 und 2021 auf der ITF Junior Tour, wo er zwei Einzel- und sechs Doppeltitel gewann. Drei seiner Doppeltitel gehörten zur dritthöchsten Kategorie J2. Durch weitere Finalteilnahmen stieg er in der Junioren-Rangliste bis auf Platz 59.
2022 erzielte Simakin seine ersten Erfolge bei den Profis: Auf der ITF Future Tour gewann er im Einzel und Doppel jeweils seinen ersten Titel und rückte in die Top 1000 im Einzel vor. Nachdem er 2023 nur einen weiteren Doppeltitel hinzugefügt hatte, wurde das Jahr 2024 für ihn erfolgreicher. Neben fünf Einzel- und Doppeltiteln auf der Future Tour gelangen ihm erste Erfolge auf der höher dotierten ATP Challenger Tour. In Astana gewann er bei seinem zweiten Challenger-Event im Doppel seinen ersten Titel, gemeinsam mit seinem Landsmann Jegor Agafonow. Im September 2024 erreichte das Duo in Istanbul das Halbfinale, was Simakin im Doppelranking bis auf Platz 247 brachte. Beim selben Turnier gelang ihm im Einzel nach Siegen über mehrere Spieler der Top 300 erstmals der Einzug ins Viertelfinale, wodurch er in dieser Wertung bis auf Platz 359 aufstieg.

## Erfolge
| Legende (Anzahl der Siege) |
| Grand Slam                 |
| ATP Finals                 |
| ATP Tour Masters 1000      |
| ATP Tour 500               |
| ATP Tour 250               |
| ATP Challenger Tour (1)    |

### Doppel

#### Turniersiege
| Nr. | Datum         | Turnier | Belag     | Partner        | Finalgegner                     | Ergebnis |
| --- | ------------- | ------- | --------- | -------------- | ------------------------------- | -------- |
| 1.  | 20. Juli 2024 | Astana  | Hartplatz | Jegor Agafonow | Denis Istomin Jewgeni Karlowski | 6:4, 6:3 |